# Umma electa
Umma electa – gatunek ważki z rodziny świteziankowatych (Calopterygidae). Występuje w Afryce Subsaharyjskiej; stwierdzony w Angoli, Zambii i południowej Demokratycznej Republice Konga.